# ماكس نورداو
ماكس نورداو (بالمجرية: Nordau Miksa) (ولد سيمون ماكسيميليان سودفلد؛ 29 يوليو 1849 – 23 يناير 1923) كان زعيمًا صهيونيًّا، وطبيبًا، وكاتبًا، وناقدًا اجتماعيًّا.
شارك في تأسيس المنظمة الصهيونية العالمية عام 1897 إلى جانب تيودور هرتزل، كان الرئيس أو نائب الرئيس للعديد من المؤتمرات الصهيونية.
ولد سيمون ماكسيميليان نورداو، أو سيمخا سودفلد في 29 يوليو 1849 في بست، التي كانت جزءاً من الإمبراطورية النمساوية. كان والده غابرييل شاعر عبري. كانت عائلته متدينة من اليهود الأرثوذكس والتحق بمدرسة ابتدائية يهودية، ثم المدرسة الثانوية الكاثوليكية، وذلك قبل حصوله على شهادة الطب من جامعة بودابست في عام 1872.

## روابط خارجية
- ماكس نورداو على موقع الموسوعة البريطانية (الإنجليزية)
- ماكس نورداو على موقع إن إن دي بي (الإنجليزية)